# Copperas Cove
Copperas Cove es una ciudad ubicada en el condado de Coryell en el estado estadounidense de Texas. En el Censo de 2010 tenía una población de 32.032 habitantes y una densidad poblacional de 686,02 personas por km².

## Geografía
Copperas Cove se encuentra ubicada en las coordenadas 31°7′1″N 97°54′52″O / 31.11694, -97.91444. Según la Oficina del Censo de los Estados Unidos, Copperas Cove tiene una superficie total de 46.69 km², de la cual 46.69 km² corresponden a tierra firme y (0.01%) 0 km² es agua.

## Demografía
Según el censo de 2010, había 32.032 personas residiendo en Copperas Cove. La densidad de población era de 686,02 hab./km². De los 32.032 habitantes, Copperas Cove estaba compuesto por el 66.2% blancos, el 18% eran afroamericanos, el 0.89% eran amerindios, el 2.96% eran asiáticos, el 1.08% eran isleños del Pacífico, el 4.04% eran de otras razas y el 6.82% pertenecían a dos o más razas. Del total de la población el 15.02% eran hispanos o latinos de cualquier raza.